# Aluniș (gmina w okręgu Prahova)
Aluniș – gmina w Rumunii, w okręgu Prahova. Obejmuje miejscowości Aluniș i Ostrovu. W 2011 roku liczyła 3661 mieszkańców.